# Tundrita-(Nd)
La tundrita-(Nd) és un mineral de la classe dels silicats, que pertany al grup de la tundrita.

## Característiques
La tundrita-(Nd) és un silicat de fórmula química Na₂Nd₂TiO₂(SiO₄)(CO₃)₂. La seva duresa a l'escala de Mohs és 3. Cal tenir en compte que el mineral va ser acceptat automàticament sense una investigació detallada i una descripció del tipus de material. Només es va publicar una sola anàlisi amb neodimi dominant
Segons la classificació de Nickel-Strunz, la tundrita-(Nd) pertany a «9.AH - Nesosilicats amb CO₃, SO₄, PO₄, etc.» juntament amb els següents minerals: iimoriïta-(Y), tundrita-(Ce), spurrita, ternesita, britholita-(Ce), britholita-(Y), el·lestadita-(Cl), fluorbritholita-(Ce), fluorel·lestadita, hidroxilel·lestadita, mattheddleïta, tritomita-(Ce), tritomita-(Y), fluorcalciobritholita i fluorbritholita-(Y).

## Formació i jaciments
Va ser descoberta al complex intrusiu d'Ilímaussaq, a la localitat de Narsaq, a Kujalleq, Groenlàndia. Es tracta de l'únic indret on ha estat trobada aquesta espècie mineral.